# Lyme (Connecticut)
Lyme – miasto w Stanach Zjednoczonych, w stanie Connecticut, w hrabstwie New London.